# Армагедон (филм)
Вижте пояснителната страница за други значения на Армагедон.
„Армагедон“ (на английски: Armageddon) е американски филм от 1998 г. на режисьора Майкъл Бей.

## Сюжет
Внимание:  Текстът по-долу разкрива сюжета на произведението (или части от него)!
Внезапно Земята е ударена от мощен метеоритен дъжд, носещ жертви и разрушения по целия свят. Учените от НАСА откриват, че това са фрагменти от огромен астероид, който се приближава към нашата планета. След 18 дни астероидът ще се сблъска със Земята и тогава ще настъпи глобална катастрофа, която ще унищожи всичко. Директорът на НАСА Дан Труман и група учени трескаво търсят начини да спасят Земята, а астрофизикът Роналд Куинси предлага група астронавти да кацнат на астероида, да изкопаят дълбок отвор и в него да поставят ядрена бомба, която да се активира дистанционно от безопасно разстояние. Това е единственият начин да се спаси светът и Труман нарежда спешно да бъдат открити най-добрите сондажници в света.
Такъв специалист се оказва Хари Стампър, трето поколение сондажник и собственик на компания за сондажи. Хари се съгласява да помогне на НАСА, но при условие че доведе своя екип за сондиране. Стампър избира да работи с най-добрите си служители: сондажниците Чапъл, Мечока, Нунан и Ленърт, геолозите Рокхаунд и Чойс. Освен тях в екипа на Хари влизат и Ей Джей Фрост, млад талантлив сондажник, който тайно се среща с Грейс, дъщерята на Стампър. В продължение на дванадесет дни новите „астронавти“ тренират усилено под ръководството на полковник Уили Шарп – професионален астронавт от НАСА.
Идва денят на заминаването и две совалки – „Свобода“ и „Независимост“ – тръгват на опасно космическо пътешествие. Пътят до астероида не е малко затова двете совалки след излитането първо се скачват с руската космическа станция „Мир“, за да презаредят гориво. На станцията ги посреща космонавтът Лев Андропов, който поради дългия престой сам в космоса леко е откачил. По време на зареждане, искра възпламенява гориво от спукана горивопроводна тръба, причинявайки пожар. Станцията „Мир“ е напълно разрушена, но астронавтите и Андропов успяват да се евакуират на совалките.
Докато приближава мястото за кацане на астероида, совалката „Независимост“ е непоправимо повредена от отломки и катастрофира, но Андропов, Мечока и Ей Джей успяват да избягат. Те се качват във вседехода от повредената совалка и тръгват да търсят „Свобода“ и техните другари. Междувременно совалката „Свобода“ каца на астероида, на 26 мили от планираното място за кацане. Оказва се, че на това място астероидът се състои от изключително твърди скали и ще бъде много трудно да се пробива. Хари и екипът му започват сондажи, но скоро става ясно, че всичко върви твърде бавно. Астронавтът Шарп съобщава това на контрола на мисията и тогава президентът на САЩ решава да взриви бомбата дистанционно от Земята. След разгорещен спор между Шарп и Хари, Шарп решава да не се подчини на заповедта на президента на САЩ и да изчака, докато бъде пробит отвор с необходимата дълбочина.
Стампър и екипът му са близо до достигане на желаната дълбочина, когато внезапно изпускане на газ от астероида унищожава сондажната машина и убива Макс. Изглежда, че това е краят, но изведнъж се появява всъдехода със сондажно оборудване от другата совалка. Андропов, Мечока и Ей Джей все пак успяват да намерят мястото, където Хари работи, и сондажите се възобновяват. Ей Джей успява да пробие дупката до необходимата дълбочина, но друг газов взрив убива Грубер и поврежда дистанционния детонатор. Сега, за да взриви бомбата, някой трябва да остане на астроида и да се пожертва. Всички теглят жребий, а фаталната капка отива при Ей Джей. Хари го изпраща до въздушния шлюз, но внезапно откача въздушния маркуч на костюма на Ей Джей и го бута обратно в совалката, като така поема самоубийствената мисия. След известни трудности „Свобода“ излита и се оправя към Земята. Хари успява да говори с дъщеря си чрез видеовръзка и да се сбогува с нея, а малко преди астероидът да се разбие в Земята, Стампър затваря очи и натиска червения бутон. Ядрена експлозия разцепва астероида на части, те прелитат покрай Земята и планетата е спасена. Целият свят ликува, докато Труман утешава плачещата Грейс. Астронавтите кацат безопасно на Земята. Грейс и Ел Джи се женят, а Чик се помирява с бившата си съпруга.

## Актьорски състав
| Актьор              | Роля                                                       |
| ------------------- | ---------------------------------------------------------- |
| Брус Уилис          | Хари Стемпър – ръководител на бригада за нефтени сондажи   |
| Бен Афлек           | Ей Джей Фрост – млад сондажник, годеник на Грейс           |
| Лив Тайлър          | Грейс Стемпър – дъщеря на Хари                             |
| Били Боб Торнтън    | Дан Труман – директор на НАСА                              |
| Уил Патън           | Чарлз Чапъл – сондажник от бригадата на Хари               |
| Стив Бушеми         | Уолтър Рокхаунд – сондажник и геолог от бригадата на Хари  |
| Оуен Уилсън         | Оскар Чой – сондажник и геолог от бригадата на Хари        |
| Майкъл Кларк Дънкан | Мечока – сондажник от бригадата на Хари                    |
| Кен Хъдсън Кембъл   | Макс Ленерт – сондажник от бригадата на Хари               |
| Кларк Броли         | Фреди Нунан – сондажник от бригадата на Хари               |
| Питър Стормър       | полковник Лев Андропов – руски космонавт на станция „Мир“  |
| Уилям Фиктнър       | полковник Уилям Шарп – ръководител на мисията до астероида |
| Джудит Хоуг         | Дениз – бившата съпруга на Чарлз Чапъл                     |
| Джесика Стийн       | Дженифър Уолс – пилот инструктор на НАСА                   |
| Грейсън Маккоуч     | Грубер – пилот на НАСА                                     |
| Кийт Дейвид         | генерал Кимси – министър на отбраната на САЩ               |
| Джейсън Айзъкс      | Роналд Куинси – астрофизик                                 |

## Снимачен процес
- В НАСА този филм се показва по време на програмата за обучение на оператори на космически полети. Начинаещите са изправени пред предизвикателството да открият възможно най-много логически и научни грешки във филма. Към 2020 г. има сто шестдесет и осем такива грешки.
- Отношенията между Бен Афлек и режисьора Майкъл Бей са напрегнати по време на снимките. Веднъж Афлек, коментирайки сценария, пита режисьора: „Няма ли да е по-лесно за Съединените щати да обучат астронавти как да пробиват, отколкото да обучават сондажници да бъдат астронавти?“. В отговор Бей публично посъветва актьора да млъкне и да не задава глупави въпроси. След премиерата Бен Афлек на практика се отрече от филма и във всички следващи интервюта или избягва да говори за филма, или му се подиграва. Брус Уилис също влезе в конфликт с Майкъл Бей, а след края на снимките обяви, че никога повече няма да работи с този режисьор.
- По време на снимките актьорите и екипът работят с оборудване на стойност около 19 милиарда щатски долара, включително истинска нефтена платформа и истинска космическа совалка.
- На снимачния екип е позволено да заснема епизоди върху реалната стартова площадка, на която стои истинска совалка. Единственото условие е да не влизат в самата совалка. Бен Афлек признава, че е влязъл за кратко в апарата, преди техниците на НАСА да му наредят да излезе.
- В интервю Били Боб Торнтън признава, че е участвал в този филм единствено заради високия хонорар. Актьорът Стив Бушеми се снима по същата причина, но той говори за това по-елегантно: „Просто исках по-голяма къща в този момент“.
- За да тренира, създателите на филма дават на Брус Уилис допълнителна каравана, която съдържа напълно функционална фитнес зала на стойност сто седемдесет и пет хиляди щатски долара. Уви, Уилис никога не я използва.
- Премиерата на филма е на 1 юли 1998 г., когато Лив Тайлър навършва двадесет и една години.
- Известният камък с логото на Touchstone Pictures (една от продуцентските компании) има същата форма като астероида, който удря Земята в първата сцена, причинявайки глобално унищожение преди шестдесет и пет милиона години.
- Някои от космическите кораби и реквизитите, използвани във филма, са изложени в Disney Studios в Дисниленд Париж.
- Актрисите Денис Ричардс, Мила Йовович и Робин Райт са разглеждани за ролята на Грейс Стампър, но последните две отказват ролята. Самата Лив Тайлър два пъти отказва ролята на Грейс, преди най-накрая да приеме.
- В един от епизодите на филма геологът Рокхаунд полудява и е вързан с тиксо. Изненадващо, но според истинските инструкции на НАСА, ако някой от членовете на екипажа стане опасен или неадекватен, трябва наистина да бъде вързан така.
- Откъси от първите сцени на филма, които показват как малки метеорити падат върху Ню Йорк, както и панорама на разрушения Париж, са използвани във филма „Пришълецът“ за сцени, които показват обстрела на Земята от извънземни от Космоса.
- В рекламите за филма изстрелваните совалки са истински космически совалки, а не тези, които се появяват във филма.
- В интервю за The Miami Herald през 2013 г. режисьорът Майкъл Бей заявява, че смята „Армагедон“ за най-лошия си филм.
- След като са изиграли романтична двойка във филма, Бен Афлек и Лив Тайлър по-късно ще се окажат отново в тази роля във филма „Момиче от Джърси“ (2004).
- Астероидът във филма има дълга газова опашка, така че принадлежи към класа Кентавър.
- Филмът е номиниран за наградата „Златна малинка“ през 1998 г. в седем категории, включително „най-лош филм“, но само Брус Уилис „печели“ за „най-лоша мъжка роля“.
- Темата на филма, „I Don't Want to Miss a Thing“, е изпълнена от Стивън Тайлър, бащата на Лив Тайлър, като част от екипа на Aerosmith. Тази песен прекарва четири седмици на първо място в Billboard Hot 100.
- В оригиналния сценарий геолога Рокхаунд трябвало да изглежда героично. Актьорът Стив Бушеми, след като получава тази роля, успява да убеди режисьора Майкъл Бей да го заснеме не като герой, а като някакъв мърляв тип. Тази идея се стори интересна на Бей и той приема предложението на Бушеми, променяйки сценария.
- Тъй като филмът набляга на американския патриотизъм и прославя американската космическа технология, НАСА разрешава заснемането на филма в своите съоръжения, където обикновено не допускат външни лица. Заснемането се провежда в Лабораторията за неутрална плаваемост (басейн с дълбочина четиридесет и пет фута и шестдесет и пет милиона галона вода, използван за обучение на астронавти за безтегловност), на историческата площадка за изстрелване, която излиза от експлоатация след катастрофата на Аполо 1, и дори във военновъздушната база „Едуардс“ на ВВС на САЩ в Калифорния.
- Към момента на излизане това е най-касовият филм на Disney.
- В оригиналния сценарий изобщо не е имало романтика между Ей Джей и Грейс, но много внимание е отделено на личността на директора на НАСА Труман. Любовната история се появява благодарение на филма „Титаник“ (1997), защото режисьорите решават, че публиката ще се интересува повече от любовта на двама млади хора, отколкото от преживяването на самотен възрастен мъж. Повечето от романтичните сцени са написани от сценариста Скот Розенберг и са заснети в самия край на снимките.
- Лив Тайлър едновременно с този филм участва и в „Плънкет и Маклийн“ (1999), така че често трябва да лети от Лос Анджелис до Чехия (14 часа с еднопосочен трансфер) и обратно.
- Актьорът Стенли Андерсън, който играе президента на Съединените щати във филма, преди това е играл същата роля в „Скалата“ (1996), където режисьор отново е Майкъл Бей.
- Образът на руския космонавт Лев Андропов с кожена шапка е вдъхновен от историята за спасяването на орбиталната станция „Салют-7“ от съветски космонавти от космическия кораб „Союз Т-13“. Поради повреда на системата за терморегулация космонавтите трябвало да работят дълго време със спортни шапки и топли дрехи. Епизодът с пожара във филма на станцията също е вдъхновен от реален инцидент на 23 февруари 1997 г. на станция „Мир“.
- Ролята на совалките „Свобода“ и „Независимост“ е изиграна от истинските космически совалки „Атлантис“ и „Колумбия“. Една от тях („Колумбия“) също като във филма катастрофира през 2003 година.

## Награди и номинации
| Награда                              | Категория                          | Номиниран(и)                                    | Резултат  |
| ------------------------------------ | ---------------------------------- | ----------------------------------------------- | --------- |
| Награди на филмовата академия на САЩ | Най-добри визуални ефекти          | Най-добри визуални ефекти                       | номинация |
| Награди на филмовата академия на САЩ | Най-добър звук                     | Най-добър звук                                  | номинация |
| Награди на филмовата академия на САЩ | Най-добър звуков монтаж            | Най-добър звуков монтаж                         | номинация |
| Награди на филмовата академия на САЩ | Най-добра оригинална песен         | „I Don't Want to Miss a Thing“                  | номинация |
| Сателит                              | Най-добри визуални ефекти          | Най-добри визуални ефекти                       | номинация |
| Сателит                              | Най-добра оригинална песен         | „I Don't Want to Miss a Thing“                  | номинация |
| Сатурн                               | Най-добър научнофантастичен филм   | Най-добър научнофантастичен филм                | награда   |
| Сатурн                               | Най-добър режисьор                 | Майкъл Бей                                      | награда   |
| Сатурн                               | Най-добри костюми                  | Най-добри костюми                               | номинация |
| Сатурн                               | Най-добри специални ефекти         | Най-добри специални ефекти                      | номинация |
| Сатурн                               | Най-добър актьор                   | Брус Уилис                                      | номинация |
| Сатурн                               | Най-добър актьор в поддържаща роля | Бен Афлек                                       | номинация |
| Сатурн                               | Най-добра музика                   | Тревър Рабин                                    | номинация |
| Златна малинка                       | Най-лош актьор                     | Брус Уилис също за „Код „Меркурий““ и „Блокада“ | награда   |
| Златна малинка                       | Най-лош филм                       | Най-лош филм                                    | номинация |
| Златна малинка                       | Най-лош режисьор                   | Майкъл Бей                                      | номинация |
| Златна малинка                       | Най-лош сценарий                   | Джонатан Хенсли и Джей Джей Ейбрамс             | номинация |
| Златна малинка                       | Най-лоша актриса в поддържаща роля | Лив Тайлър                                      | номинация |
| Златна малинка                       | Най-лоша екранна двойка            | Бен Афлек и Лив Тайлър                          | номинация |
| Златна малинка                       | Най-лоша оригинална песен          | „I Don't Want to Miss a Thing“                  | номинация |

## „Армагедон“ в България
На 21 декември 2014 г. се излъчва за първи път по Нова телевизия с български дублаж за телевизията. Екипът се състои от:
| Роля                | Изпълнител                                                                                           |
| ------------------- | --- |
| Преводач            | Миряна Мезеклиева                                                                                    |
| Режисьор на дублажа | Димитър Кръстев                                                                                      |
| Тонрежисьор         | Цветомир Цветков                                                                                     |
| Озвучаващи артисти  | Христина Ибришимова Симеон Владов Димитър Иванчев Александър Митрев Христо Узунов Светозар Кокаланов |